# Santo patrono

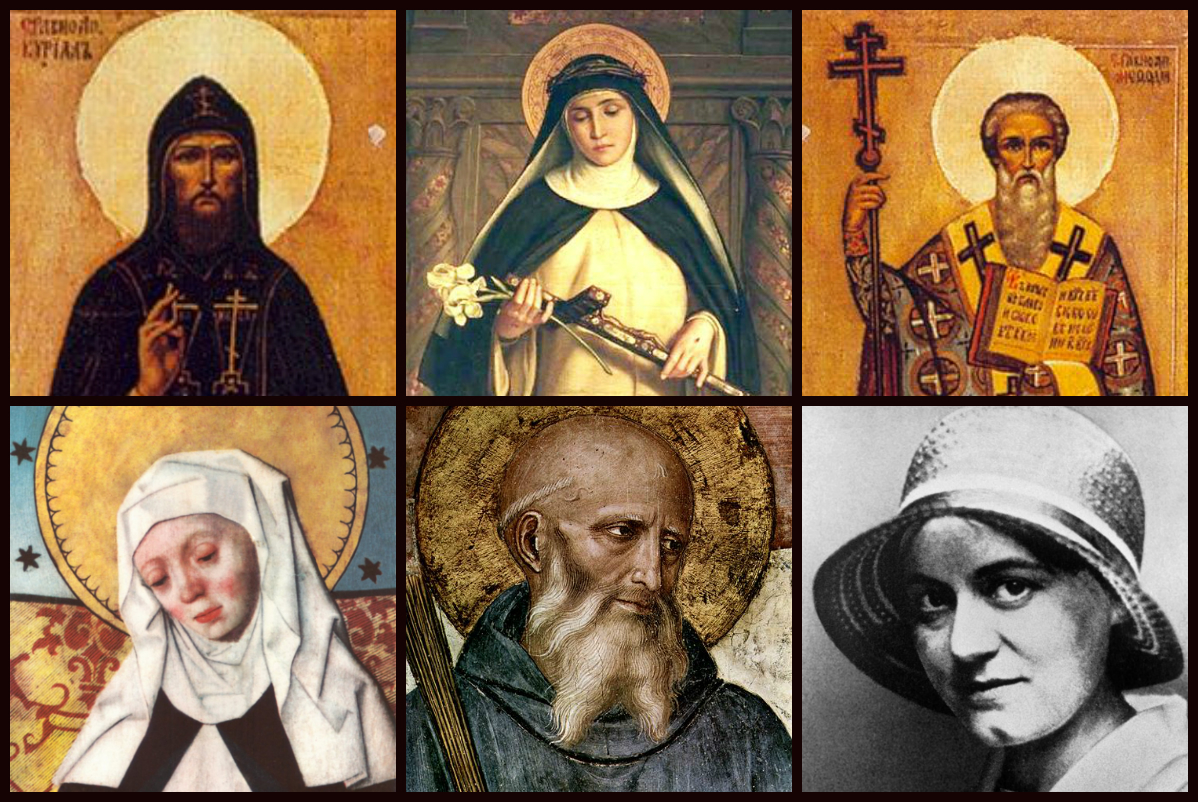
I santi patroni d'Europa. Dall'alto, in senso orario: San Cirillo, Santa Caterina da Siena, San Metodio, Santa Teresa Benedetta della Croce, San Benedetto da Norcia, Santa Brigida di Svezia

Il santo patrono o santo protettore, per alcune confessioni cristiane tra cui il cattolicesimo, è una persona, venerata come santa, alla quale la Chiesa affida la protezione di una certa categoria di fedeli, individuabile in coloro che vivono in una determinata città o area geografica, coloro che esercitano un certo mestiere, svolgono una certa attività o hanno altre caratteristiche in comune.

## Storia

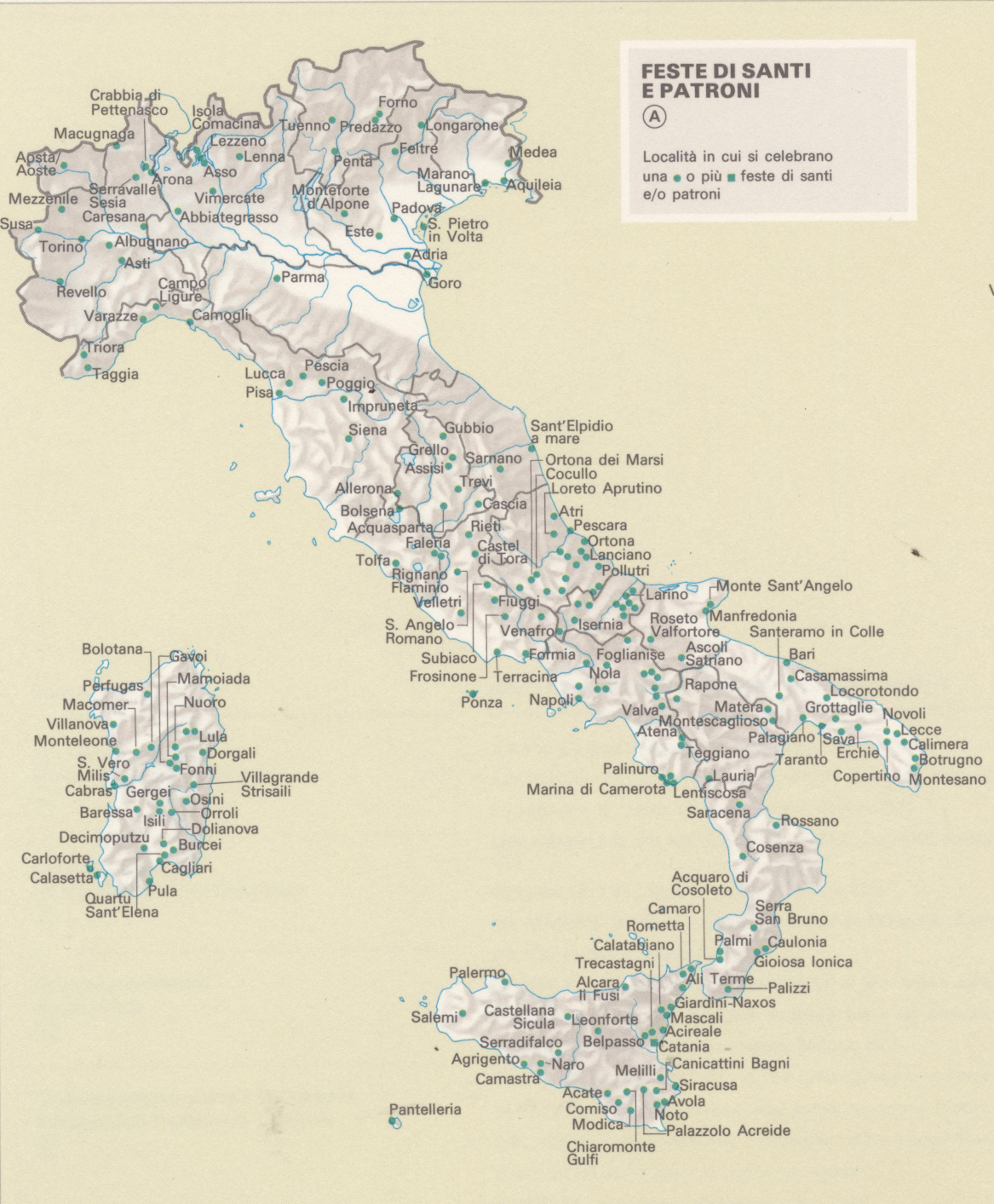
Feste dei santi patroni in Italia

Tradizionalmente, i fedeli appartenenti a una determinata categoria si rivolgono al proprio santo patrono tramite preghiere od offerte votive al fine di ottenere l'intercessione del santo in proprio o altrui favore. Famose, per esempio, sono le suppliche dei cattolici napoletani al loro patrono san Gennaro per l'ottenimento di guarigioni e persino dei numeri vincenti al gioco del lotto, o quelle rivolte ai santi ausiliatori per ottenere la guarigione da determinate malattie.
L'Ortodossia orientale ammette il culto dei santi, ma generalmente non associa i santi a occupazioni o attività.
La maggioranza delle chiese protestanti non ammette il culto dei santi, poiché la venerazione di un santo e la richiesta di una particolare "grazia" attraverso la sua intercessione sarebbe in netto contrasto con il principio del Solus Christus, cioè l'affermazione - fondata nel Nuovo Testamento - che soltanto Gesù Cristo è il mediatore tra Dio e gli uomini.
Nella religione cattolica la mediazione e intercessione di anime e angeli santi avviene sempre nella Comunione dei santi e nel Corpo mistico del Cristo risorto dai morti col Prezioso Sangue e le Cinque Sante Piaghe di croce. In sostanza, anche se si invoca l'intercessione di un singolo santo, è "sempre Gesù Cristo a mediare" affinché Dio Padre conceda la Grazia.
Essendo tutti loro già un solo corpo e una sola persona in Lui, si muovono sempre come all'unisono, e perciò una cosa detta o fatta o interceduta da un essere umano santo (es. Maria Assunta in anima e corpo, o un'anima salvata) "non è mai meno vera, meno giusta, meno infallibile e meno perfetta" della stessa cosa detta o fatta o interceduta da un angelo o da Gesù Cristo stesso: "prescinde dal soggetto". L'ordine, pure esistente, in cui sono invocati attiene l'importanza e meriti nella loro vita terrena storica, e i suoi effetti certi nel futuro umano,  ed è una gerarchia con un ordine vero e proprio che è di invocazione, di mediazione per l'intercessione e un ordine di processione, pure a parità di efficacia nel risultato terreno.
Altre religioni hanno delle divinità tutelari che svolgono una funzione in qualche modo simile a quella dei santi patroni.

### Normativa canonica (Chiesa cattolica)

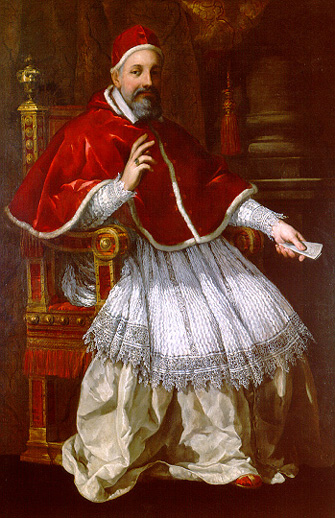
Papa Urbano VIII

Fino al Decretum super electione sanctorum in patronos di papa Urbano VIII (23 marzo 1630) la scelta dei santi patroni dei luoghi era operata indistintamente dalla Chiesa e dalle istituzioni civili, talvolta eleggendosi al patronato finanche i santi non canonizzati. Col decreto il pontefice pose fine agli arbitri fino ad allora perpetrati ed impose regole severe per l'elezione dei santi tutori, rendendo obbligatoria l'approvazione pontificia e imponendo un iter che prevedeva il voto ufficiale dell'ordinario diocesano, del clero secolare, di quello regolare e della popolazione del luogo interessato dal patrocinio, per poi trasmettersi l'incartamento alla Congregazione dei riti per una meticolosa analisi dello stesso.
Dalla promulgazione del decreto in poi, la Chiesa non riconobbe i patroni istituiti senza il rispetto della procedura, mentre i patronati preesistenti, eccetto quelli relativi a santi non ufficialmente riconosciuti dalla Chiesa, furono generalmente conservati e considerati ab immemorabili. Si introdusse anche la distinzione, in funzione dei calendari liturgici locali, tra patroni principali (patronus principalis o praecipuus) - da celebrarsi con rito doppio di prima classe, ottava e precetto - e patroni secondari (patronus minus principalis o secundarius) - da celebrarsi con rito di seconda classe -, invitando a istituire, dove possibile, solo un patrono principale per luogo, proprio per non complicare la rubrica diocesana con troppe celebrazioni solenni. Laddove comunque risultarono istituiti più patroni precipui, essi furono indicati come aeque principales (ugualmente principali) o, più raramente, compatroni principales (patroni principali insieme con altri).

Papa Paolo VI

Il decreto del 1630 è restato in vigore fino alla comparsa delle Normae de patronis constituendis promulgate il 19 marzo 1973 da papa Paolo VI, che hanno semplificato la procedura di elezione conservando, tuttavia, lo spirito del documento seicentesco. Ribadendo quanto espresso dalle istruzioni De calendariis particularibus del 1961 e Calendaria particularia del 1970, le nuove norme, infatti, stabiliscono sì una riduzione del numero dei santi patroni per snellire i calendari liturgici delle Chiese particolari (laddove possibile «ci sia un solo patrono»; «I patroni, sia principali sia secondari, costituiti in passato per particolari circostanze storiche, come pure i patroni scelti per situazioni straordinarie, per esempio la peste, la guerra o altra calamità, oppure a motivo di un culto speciale attualmente in disuso, d'ora in poi non devono più essere onorati come patroni») ma soprattutto confermano che la scelta del patrono spetta a coloro che godono della sua protezione, e quindi non solo al vescovo e al clero ma anche e soprattutto al popolo che è esplicitamente chiamato a esprimersi mediante pubbliche consultazioni.
Quanto alla terminologia, per la Chiesa "patrono", "compatrono" e "protettore" (nonché "difensore" e il più raro "tutore") sono perfetti sinonimi, benché il primo sostantivo sia quello usato istituzionalmente e più diffuso. La dittologia "patrono e protettore", assai comune in funzione devozionale più che cultuale (accanto a quella, meno impiegata, "protettore e difensore" e simili), è quindi sinonimica mentre "compatrono" o "copatrono" (dal latino compatronus, 'patrono insieme con altri') ha il significato di santo che condivide il patrocinio con uno o più patroni. È dunque errato considerare i compatroni, se aeque principales (egualmente principali), alla stregua di patroni secondari (ossia minus principales), anche se generalmente il termine è utilizzato come sinonimo di patrono minore o secondario. Diverso è il caso, peraltro non riconosciuto ufficialmente dall'autorità ecclesiastica e legato, invece, alla sfera civile dei patronati, di quei santi patroni dichiarati "difensori della patria" (defensor patriae), titolo solitamente attribuito "a furor di popolo" ai protettori di un luogo (città o paese) in conseguenza di un intervento miracoloso in difesa dello stesso.

### Liste di santi patroni cattolici
- Santi patroni cattolici per nome
- Santi patroni cattolici per località
- Santi patroni cattolici per area geografica
- Santi patroni cattolici per animale
- Santi patroni cattolici delle etnie
- Santi patroni cattolici delle diocesi e arcidiocesi d'Italia
- Santi patroni cattolici dei Paesi europei
- Santi patroni della Comunità Autonome della Spagna